# Giuditta di Bretagna
Giuditta di Bretagna in francese Judith de Bretagne  (982 – 16 giugno 1017) fu Duchessa consorte di Normandia dall'anno 1000 circa fino alla morte, in quanto moglie di Riccardo II, quarto signore della Normandia, che fu il secondo a ottenere formalmente il titolo di Duca di Normandia.

## Origine
Giuditta, secondo il monaco e cronista normanno, Guglielmo di Jumièges, nella sua Historiæ Normannorum Scriptores Antiqui era la sorella di Goffredo I di Bretagna, quindi era figlia del conte di Rennes e duca di Bretagna, Conan I il Torto e della moglie, Ermengarda d'Angiò (come ci viene confermato dal monaco Rodolfo il Glabro, uno dei maggiori cronisti d'età medievale), figlia del terzo Conte di Angiò, Goffredo I Grisegonelle e di Adele di Vermandois (ca. 950 - † 974), figlia di Roberto di Vermandois, conte di Meaux e di Troyes.
Conan era figlio del conte di Rennes, Judicael Berengario, sia secondo La chronique de Nantes sia secondo il Chronico Sancti Michaelis in periculo maris e della moglie, Gerberga di cui non si conoscono gli ascendenti.

## Biografia
Suo padre, Conan I, morì nel corso della seconda battaglia di Conquereuil del 27 giugno 992, quando fu sconfitto dal conte d'Angiò, Folco III Nerra, che era intervenuto contro Conan I, che cercava di impadronirsi della contea di Nantes (conte di Nantes era Judicael, figlio del duca di Bretagna Hoel I, che aveva ereditato la contea alla morte del cugino, Alano di Nantes,, che aveva invocato l'aiuto di Folco III Nerra). La morte di Conan I, nel 992, viene confermata anche dal Chronico Sancti Michaelis in periculo maris e dal Chronicon Kemperlegiense. A Conan, come conte di Rennes e duca di Bretagna, succedette il figlio (il fratello di Giuditta), Goffredo I che, secondo La chronique de Nantes, cercò di vendicare la morte del padre, combattendo il conte di Nantes.
Per contrastare l'invadenza del Conte d'Angiò, Folco III Nerra, in quegli anni suo fratello Goffredo I si alleò col duca di Normandia, Riccardo II detto Il Buono e, secondo Guglielmo di Jumièges, nella sua Historiæ Normannorum Scriptores Antiqui, prima, nel 996 circa, Goffredo sposò Havoise, la sorella di Riccardo II di Normandia e poi, nel 1000 circa, diede in moglie la sorella Giuditta a Riccardo II di Normandia che, sia secondo Guglielmo di Jumièges (nella sua Historiæ Normannorum Scriptores Antiqui) che secondo il cronachista, priore dell'abbazia di Bec e sedicesimo abate di Mont-Saint-Michel, Robert di Torigny (nella sua Chronique) era figlio di Riccardo I Senza Paura Jarl (equiparabile al nostro conte) dei Normanni e conte di Rouen, e della moglie Gunnora (950-5 gennaio 1031), di cui non si conoscono i nomi degli ascendenti, ma di nobile famiglia di origine vichinga (Gunnor ex nobilissima Danorum prosapia ortam) (Gunnor ex nobilissima Danorum prosapia ortam); i genitori di Riccardo sono confermati anche dal monaco e cronista inglese Orderico Vitale. Però sia Robert di Torigny che il cronista normanno, decano della collegiata di San Quintino, Dudone di San Quintino sostengono che alla nascita Riccardo fosse figlio naturale, in quanto l'unione di Riccardo I Senza Paura e di Gunnora era stata fatta secondo il more danico o uso vichingo, pagano, senza cerimonia religiosa e che il matrimonio religioso fu celebrato in un secondo tempo.
Il matrimonio tra Giuditta e Riccardo II fu celebrato nell'Abbazia di Mont-Saint-Michel.
Sempre secondo Orderio Vitale, in quegli anni, mentre Riccardo II si dedicava alla restaurazione dell'Abbazia di Saint-Wandrille de Fontenelle, Giuditta (Judith uxor eius soror Gaufredi Britonum comitis) fondò l'Abbazia di Bernay (cœnobium apud Bernaïcum in honore sanctæ Dei genitricis Mariæ).
Giuditta viene citata ancora nel documento n° 7 delle Chartes de l'abbaye de Jumièges, Tome I c 825-1169 del 1012, quando col marito Riccardo II sottoscrisse uno scambio di proprietà tra due monasteri.
Gli Annalis Historia breve suve Chronica monasterii S. Stephani Cadomensis, nella Chronicle of Caen Saint-Etienne, riportano la data della morte di Giuditta, duchessa di Normandia: il 16 giugno 1017.

## Figli
Giuditta a Riccardo II diede sei figli:
- Adelaide o Alice[1] (ca.1000- dopo il 1030), sposò, nel 1016, il conte di Borgogna, Rinaldo I[1] e fu la nonna di papa Callisto II
- Riccardo[1] (circa 1001 - 6 agosto 1027), duca di Normandia[16]
- Roberto[1], detto, il Magnifico (circa 1003 - 22 luglio 1035), duca di Normandia[16]
- Eleonora[1][19] (ca. 1005-ca. 1071), sposò il conte Baldovino IV delle Fiandre, detto il Barbuto[1]
- Guglielmo[1] ( † 1026), monaco a Fécamp[1], come conferma anche la Chronica Albrici Monachi Trium Fontium, quando ne cita la morte (1026)[20]
- Matilde[1] ( † 1033), morì, senza essere stata maritata[1]; la Ex Chronico Rothomagensi conferma l'anno della morte (MXXXIII)[21].

## Ascendenza
|                             |                  |                       | Genitori                 |  |  | Nonni |  |  | Bisnonni                  |  |  | Trisnonni |  |
|                             |                  |                       |                          |  |  |       |  |  | Berengario II di Neustria |  |  | …         |  |
|                             |                  |                       |                          |  |  |       |  |  | Berengario II di Neustria |  |  | …         |  |
|                             |                  | …                     |                          |  |  |       |  |  | Berengario II di Neustria |  |  |           |  |
| Judicael Berengario         |                  |                       |                          |  |  |       |  |  | Berengario II di Neustria |  |  |           |  |
|                             |                  | …                     | …                        |  |  |       |  |  |                           |  |  |           |  |
|                             |                  | …                     | …                        |  |  |       |  |  |                           |  |  |           |  |
|                             |                  | …                     | …                        |  |  |       |  |  |                           |  |  |           |  |
| Conan I di Bretagna         |                  | …                     |                          |  |  |       |  |  |                           |  |  |           |  |
|                             |                  | …                     | …                        |  |  |       |  |  |                           |  |  |           |  |
|                             |                  | …                     | …                        |  |  |       |  |  |                           |  |  |           |  |
|                             |                  | …                     | …                        |  |  |       |  |  |                           |  |  |           |  |
| Gerberga                    |                  | …                     |                          |  |  |       |  |  |                           |  |  |           |  |
|                             |                  | …                     | …                        |  |  |       |  |  |                           |  |  |           |  |
|                             |                  | …                     | …                        |  |  |       |  |  |                           |  |  |           |  |
|                             |                  | …                     | …                        |  |  |       |  |  |                           |  |  |           |  |
| Giuditta di Bretagna        |                  | …                     |                          |  |  |       |  |  |                           |  |  |           |  |
|                             | Folco II d'Angiò | Folco I d'Angiò       |                          |  |  |       |  |  |                           |  |  |           |  |
|                             | Folco II d'Angiò | Folco I d'Angiò       |                          |  |  |       |  |  |                           |  |  |           |  |
|                             | Folco II d'Angiò | Rosalia di Loches     |                          |  |  |       |  |  |                           |  |  |           |  |
| Goffredo I d'Angiò          | Folco II d'Angiò |                       |                          |  |  |       |  |  |                           |  |  |           |  |
|                             |                  | Gerberga              | …                        |  |  |       |  |  |                           |  |  |           |  |
|                             |                  | Gerberga              | …                        |  |  |       |  |  |                           |  |  |           |  |
|                             |                  | Gerberga              | …                        |  |  |       |  |  |                           |  |  |           |  |
| Ermengarde-Gerberga d'Angiò |                  | Gerberga              |                          |  |  |       |  |  |                           |  |  |           |  |
|                             |                  | Roberto di Vermandois | Erberto II di Vermandois |  |  |       |  |  |                           |  |  |           |  |
|                             |                  | Roberto di Vermandois | Erberto II di Vermandois |  |  |       |  |  |                           |  |  |           |  |
|                             |                  | Roberto di Vermandois | Adele di Francia         |  |  |       |  |  |                           |  |  |           |  |
| Adele di Troyes             |                  | Roberto di Vermandois |                          |  |  |       |  |  |                           |  |  |           |  |
|                             |                  | Adelaide di Châlon    | Giselberto di Châlon     |  |  |       |  |  |                           |  |  |           |  |
|                             |                  | Adelaide di Châlon    | Giselberto di Châlon     |  |  |       |  |  |                           |  |  |           |  |
|                             |                  | Adelaide di Châlon    | Ermengarda di Autun      |  |  |       |  |  |                           |  |  |           |  |
|                             |                  | Adelaide di Châlon    |                          |  |  |       |  |  |                           |  |  |           |  |

### Fonti primarie
- (LA)  Monumenta Germanica Historica, tomus XXIII.
- (LA)  Monumenta Germanica Historica, tomus IX.
- (LA)  Rerum Gallicarum et Francicarum Scriptores, tomus X.
- (LA)  Ex Chronico Rothomagensi.
- (LA)  Rodulfi Glabri Cluniacensis, Historiarum Sui Temporis, Libri Quinque.
- (LA)  La chroniques de nantes.
- (LA)  Ordericus Vitalis, Historia Ecclesiastica, vol. II.
- (LA)  Scriptores rerum gestarum Willelmi Conquestoris.
- (LA)  Chronique de Robert de Torigni, abbé du Mont-Saint-Michel, vol I.
- (EN)  Dudo of St. Quentin's Gesta Normannorum Archiviato il 15 agosto 2009 in Internet Archive..
- (LA)  Historiæ Normannorum Scriptores Antiqui.
- (LA)  Stephani Baluzii Miscellaneorum, Liber I.

### Letteratura storiografica
- Louis Halphen, "Francia: gli ultimi carolingi e l'ascesa di Ugo Capeto (888-987)", cap. XX, vol. II (L'espansione islamica e la nascita dell'Europa feudale) della Storia del Mondo Medievale, 1999, pp. 636–661.
- Louis Halphen, "La Francia dell'XI secolo", cap. XXIV, vol. II (L'espansione islamica e la nascita dell'Europa feudale) della Storia del Mondo Medievale, 1999, pp. 770–806.
- (FR)  Histoire de Bretagne, de l'année 754 a l'année 995 di Arthur Le Moyne de La Borderie.
- (FR)  Lobineau, G. A. (1707) Histoire de Bretagne (Paris), Tome I.
- (FR)  La chroniques de nantes.